# David Peltier
David Peltier, född 26 september 1963, är en friidrottare från Barbados. Han deltog vid olympiska sommarspelen 1984 och olympiska sommarspelen 1988.